# Eleocharis yunnanensis
Eleocharis yunnanensis là loài thực vật có hoa trong họ Cói. Loài này được Svenson mô tả khoa học đầu tiên năm 1939.